# Пожар в школе деревни Эльбарусово
Пожар в школе деревни Эльбарусово Мариинско-Посадского района Чувашской АССР произошёл 5 ноября 1961 года. В результате пожара погибли 110 человек. Среди них было 106 детей в возрасте от трёх до пятнадцати лет и четверо взрослых, работавших в школе учителями.

## История
Так как отдельного актового зала в школе не было, в качестве зала для массовых мероприятий использовались два находившихся рядом класса, смежная стена которых была разборной. Стена убиралась, и два помещения объединялись в одно, при этом для освобождения пространства парты отодвигались к окнам и ставились друг на друга. Партами также загораживалась передняя дверь. В день трагедии в здании школы проходил праздничный концерт; в результате перестановок незагороженными и свободными для аварийного выхода оказались только одно окно и одна дверь. По указанию директора школы проводился торжественный сбор 230 учащихся 1-6 классов, куда были допущены также дети дошкольного возраста без сопровождения родителей (при том, что помещение было рассчитано на одновременное нахождение всего 115 человек).
Во дворе школы была оборудована будка для бензинового двигателя. В здании, где проводилось мероприятие, учитель физики, по указанию директора школы, ремонтировал в кабинете принесённый из будки двигатель. В результате неосторожного обращения с бензином произошла вспышка. Горящая легковоспламеняющаяся жидкость разлилась по полу и вытекла в коридор, спровоцировав пожар.
Тела погибших были захоронены на следующий день в общей могиле, на кладбище были допущены только ближайшие родственники. Директор школы (Самуил Иванович Ярукин) и учитель физики (Михаил Николаевич Иритков) были сняты с занимаемых должностей и отданы под суд; они были осуждены к 8 и 10 годам заключения соответственно по ст. 172 УК РСФСР (Халатность), ч. II ст. 170 УК РСФСР (Злоупотребление властью или служебным положением) и ч. II ст. 98 УК РСФСР (Умышленное уничтожение или повреждение государственного или общественного имущества), существует мнение, что обвинение по ст. 98 вместо ст. 99 УК РСФСР (Неосторожное уничтожение или повреждение государственного или общественного имущества) было применено под давлением родителей погибших детей.
В 1991 году была проведена панихида по жертвам трагедии. В 1994 году был открыт памятник жертвам пожара.